# Scott Hendricks
Scott Hendricks (San Antonio, Texas) és un baríton nord-americà.

## Biografia[calcitació]
Va estudiar al Houston Grand Opera Studio i obtingué una beca per estudiar a la Richard Tucker Foundation. Hendricks ha mantingut un diari operístic divers, des de Monteverdi fins a Schreker, de Mozart a Debussy i de Puccini a compositors actuals. Darrerament s'està establint com a intèrpret important de les òperes de Verdi i Puccini.
Va fer el seu debut amb l'Òpera Nacional de Washington a l'estrena americana de l'òpera Sophie's Choice de Nicholas Maw, cantant el paper de Sharpless sota la batuta de Plácido Domingo, un debut amb la English National Opera com Il Conte Almaviva i a l'Òpera nacional de Lille com a Germont i amb De Nederlandse Oper com el comte Tamare al Die Gezeichneten de Franz Schreker. També apareixia com a Yeletsky a La dama de Piques al Saito Kinen Festival sota les ordres de Seiji Ozawa, Posa a Don Carlos amb la Canadian Opera Company, Silvia a Pagliacci amb la San Diego Opera i amb la Phoenix Symphony, quan va estrenar un treball específicament compost per la seva veu, A Navajo Oratorio, escrit per Mark Grey.

## Liceu
La temporada 2008-2009 actua per primera vegada al Gran Teatre del Liceu a Mort a Venècia per a una producció de Willy Decker, el baríton es desdoblà en diferents papers amb una gran desimboltura. L'any següent torna al Liceu amb El rei Roger.